# IC 3308
IC 3308 ist eine Spiralgalaxie vom Hubble-Typ Sdm? im Sternbild Haar der Berenike am Nordsternhimmel, welche etwa 14 Millionen Lichtjahre von der Milchstraße entfernt ist.
Das Objekt wurde am 23. März 1903 von dem deutschen Astronomen Max Wolf entdeckt.